# الکساندرو میتریتسا
الکساندرو میتریتسا (انگلیسی: Alexandru Mitriță؛ زادهٔ ۸ فوریهٔ ۱۹۹۵) بازیکن فوتبال اهل رومانی است که به عنوان هافبک تهاجمی بازی می‌کند.
از باشگاه‌هایی که در آن بازی کرده‌است می‌توان به باشگاه فوتبال الرائد، باشگاه فوتبال دلفینو پسکارا، باشگاه فوتبال نیویورک سیتی، باشگاه فوتبال پائوک، باشگاه فوتبال الاهلی عربستان سعودی، باشگاه فوتبال استوا بخارست، باشگاه فوتبال ویتورول کنستانتسا و باشگاه ورزشی یونیورسیتاتئا کرایووا اشاره کرد.
وی همچنین در تیم‌های ملی فوتبال زیر ۱۷ سال رومانی، زیر ۱۹ سال رومانی، زیر ۲۱ سال رومانی و رومانی بازی کرده‌است.